# Zokak el-Blat
Zokak el-Blat (en arabe : زقاق البلاط, ce qui signifie « allée pavée ») est un quartier au sud-ouest du centre-ville de Beyrouth. Les Beyrouthins l'appellent aussi familièrement el-Batrakié, ce qui signifie « le Patriarcat », car le siège métropolitain grec-catholique de Beyrouth se situe dans le quartier. On y trouve aussi le grand sérail, résidence du Premier Ministre libanais, ou encore les palais Heneiné et Ziadé et le musée Mouawad, ancienne demeure d'Henri Pharaon, qui abrite ses collections.

## Histoire

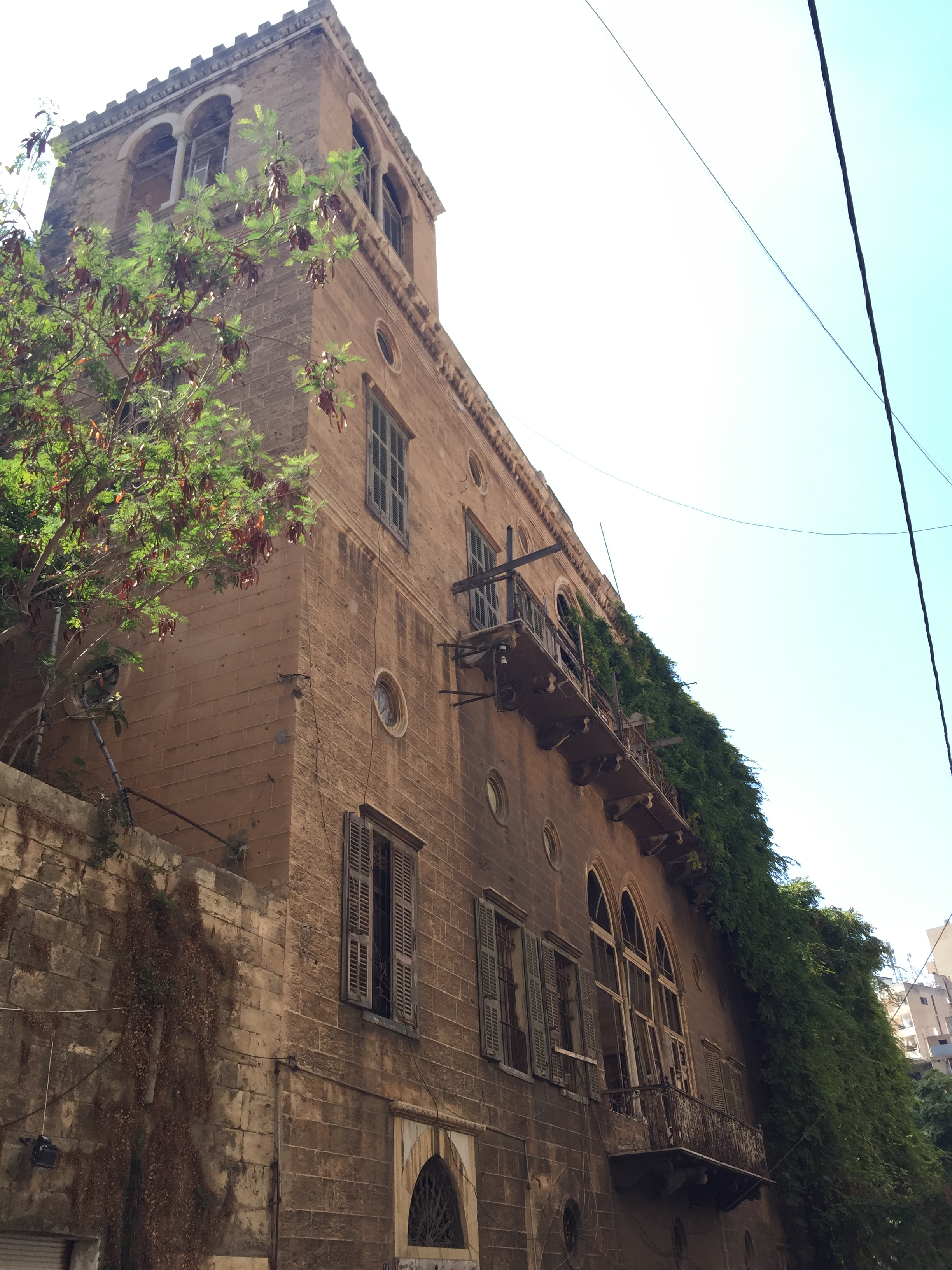
Le palais Ziadé.

Dans la seconde moitié du XIXe siècle, Beyrouth connaît une croissance rapide et l'urbanisation déborde des anciens remparts, tandis que des familles fortunées construisent des villas sur les pentes des collines environnantes, comme  Achrafieh, Qantari et Moussaytbé,.
En 1832, Beyrouth est occupée par les troupes d'Ibrahim Pacha. Les nouvelles autorités égyptiennes entreprennent de grands travaux d'urbanisme et d'assainissement. Le gouverneur de Beyrouth, le Circassien Mahmoud Naami Bey, ordonne de faire paver les rues même au-delà des murs. La voie s'étendant vers le sud-ouest au-delà des remparts dans le nouveau quartier de la colline Qantari est appelée Zokak el-Blat (allée pavée), donnant son nom au quartier.
Le quartier est attaqué par l'armée israélienne lors des bombardements de 2024 sur le Liban.